# Prosopocera princeps
Prosopocera princeps là một loài bọ cánh cứng trong họ Cerambycidae.